# Eryx muelleri
Espèce
Synonymes
- Gongylophis muelleri Boulenger, 1892

Eryx muelleri est une espèce de serpents de la famille des Boidae.

## Répartition
Cette espèce se rencontre en Mauritanie, au Sénégal, en Gambie, au Mali, en Guinée, en Sierra Leone, au Liberia, en Côte d'Ivoire, au Burkina Faso, au Ghana, au Bénin, au Togo, au Niger, au Nigeria, au Cameroun, en Centrafrique, en Tchad et au Soudan. 

## Description
Ces serpents mesurent jusqu'à 680 mm.

## Liste des sous-espèces
Selon The Reptile Database (14 novembre 2013) :
- Eryx muelleri muelleri (Boulenger, 1892)
- Eryx muelleri subniger Angel, 1938

## Étymologie
Cette espèce est nommée en l'honneur de Fritz Müller.

## Publications originales
- Angel, 1938 : Liste des reptiles de Mauritanie recueillis par la mission d'études de la biologie des Acridiens en 1936 et 1937. Description d'une sous-espèce nouvelle d'Eryx muelleri. Bulletin du Muséum national d'histoire naturelle de Paris, sér. 2, vol. 10, p. 485-487.
- Boulenger, 1892 : Description of a new snake from Nubia. Annals and Magazine of Natural History, sér. 6, vol. 9, p. 74-76 (texte intégral).